# Operação Submarina
Operação Submarina é o segundo e último álbum da banda brasileira de "Surf Music" Os Ostras. Foi gravado em julho de 1998 pela "Excelente Discos" / "Abril Music"

## Créditos Musicais
- Valter Jabá Jr. - Vocal & guitarra solo
- Marcio Garcia - vocal, baixo, guitarra & teclado
- Reizinho - guitarra base & backing vocals
- Neto - bateria, percussão & backing vocals

### Músicos Convidados
- Rodrigo Ursala: Sax (Homem Morto)
- Octávio Bangala: Sax
- Daniel Alcântara: Trumpete
- Émerson Carneiro: Trombone

## Faixas
| N.º            | Título                                        | Compositor(es)                                    | Duração |  |
| 1.             | "Tudo pra Mim"                                | Marcio Garcia / Jabá / Reizinho                   | 2:57    |  |
| 2.             | "Homem Morto"                                 | Marcio Garcia / Jabá / Clayton Martins            | 2:54    |  |
| 3.             | "Eu Não Sabia"                                | Marcio Garcia/ Jabá / Reizinho / Neto             | 2:47    |  |
| 4.             | "Intruder"                                    | Marcio Garcia / Jabá / Reizinho / Clayton Martins | 0:52    |  |
| 5.             | "Todo Dia"                                    | Marcio Garcia / Jabá / Clayton Martins            | 4:15    |  |
| 6.             | "Gol, Gol, Gol"                               | Marcio Garcia / Jabá / Clayton Martins            | 2:19    |  |
| 7.             | "Surf Hardcore"                               | Marcio Garcia / Jabá / Reizinho / Clayton Martins | 1:51    |  |
| 8.             | "Let's Go"                                    | Marcio Garcia / Jabá / Reizinho / Neto            | 1:47    |  |
| 9.             | "Perseguição (190)"                           | Marcio Garcia / Jabá / Clayton Martins            | 2:52    |  |
| 10.            | "Dick Tracy"                                  | Taylor Lass                                       | 3:00    |  |
| 11.            | "Missão Impossível para os Ostras (Parte I)"  | Marcio Garcia / Jabá / Clayton Martins            | 3:23    |  |
| 12.            | "Hong Kong Surfers"                           | Marcio Garcia / Jabá / Reizinho / Neto            | 3:04    |  |
| 13.            | "Operação Submarina"                          | Marcio Garcia / Jabá / Clayton Martins            | 2:58    |  |
| 14.            | "Missão Impossível para os Ostras (Parte II)" | Marcio Garcia / Jabá / Clayton Martins            | 2:06    |  |
| 15.            | "Faixa escondida "                            |                                                   | 3:39    |  |
| Duração total: | Duração total:                                | Duração total:                                    | 40:44   |  |